# 佐賀のたい焼き

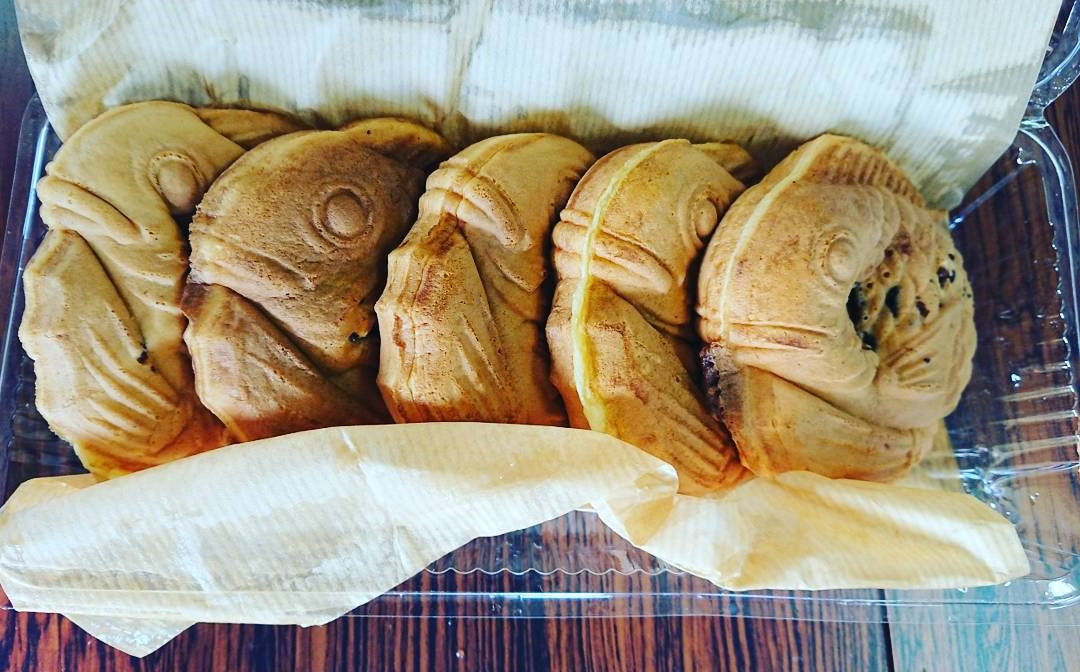
佐賀のたい焼き

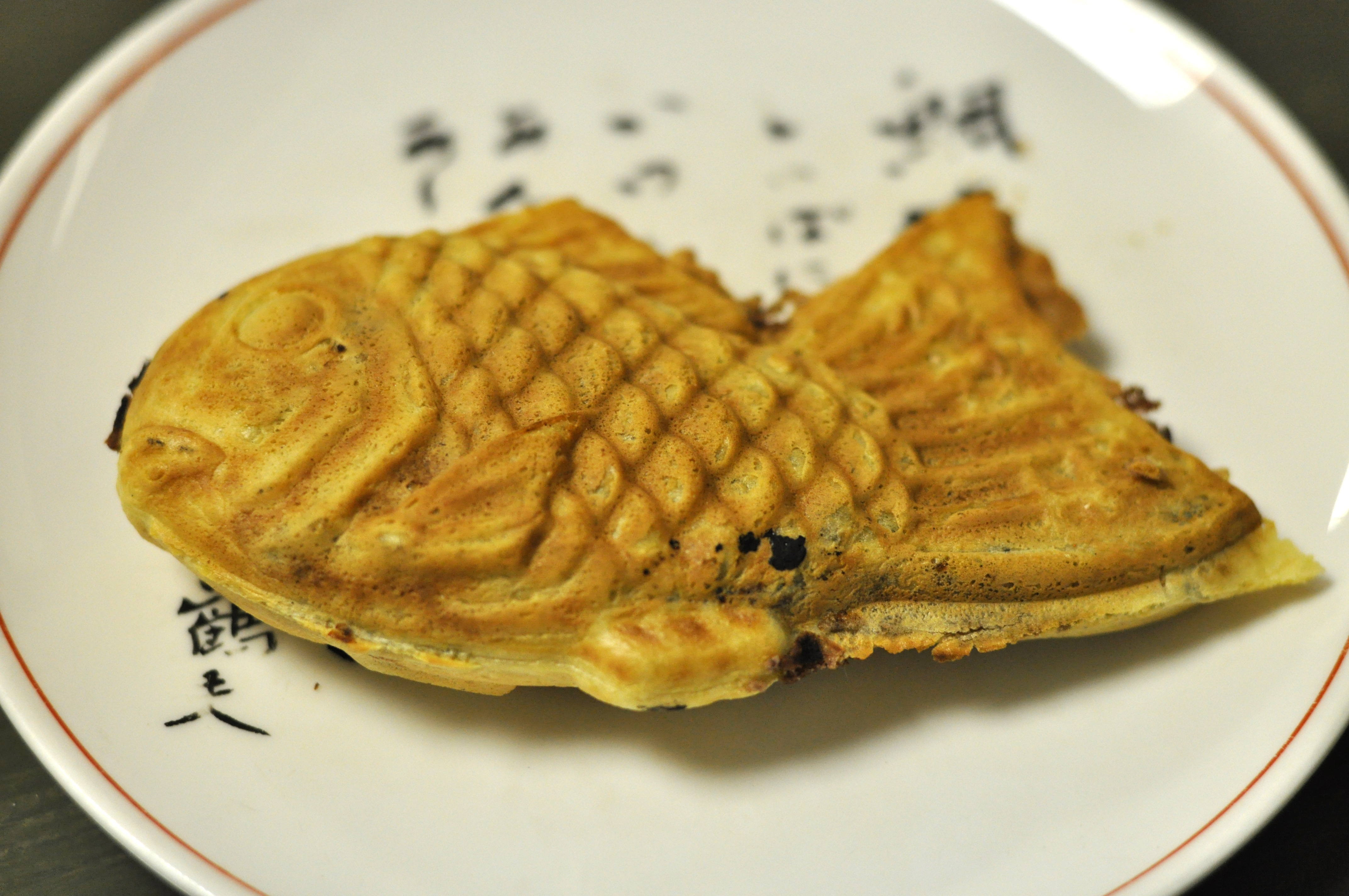
一般的なたい焼き

佐賀のたい焼き（さかのたいやき）は長崎県対馬市峰町佐賀にある永留菓子店で製造・販売されていたたい焼き。対馬の名物として長く知られていた。永留菓子店は2020年（令和2年）6月30日に閉店した。
佐賀（さか）は対馬市の地名で、佐賀県とは無関係である。

## 概要
1970年代に考案され、製造・販売が開始された。一般的なたい焼きとは異なり、丸い形をしているのが特徴。鯛が口先に尾をつけて（背をまるめて）跳ねる姿をしている。あんは黒あんと白あんの2種類。定休日は月曜日と金曜日。毎年7月から8月まで休業していた。島外への地方発送も行っていた。対馬市民のみならず、一時期は観光で訪れた日本人や韓国人で賑わいを見せた。峰町佐賀は地理的に南北に延びる対馬の中央付近にあたり、対馬の市民からは「（対馬）まん中のたい焼き」とも呼ばれていた。

## 歴史
- 1954年（昭和29年）- 長崎県上県郡峰村に永留菓子店が開店。
- 1970年代 - 佐賀のたい焼きを考案・製造・販売が開始。
- 2020年（令和2年）6月30日 - 永留菓子店が閉店。
  - 長崎県東彼杵郡波佐見町宿郷に移転。